# میساکو ساتاکه
میساکو ساتاکه (انگلیسی: Misako Satake؛ زادهٔ ۱۹ ژانویهٔ ۱۹۵۱) بازیکن بسکتبال اهل ژاپن بود.